# 成岫
杨云友（？—1627年），名成岫，又名慧林，字雲友，别号林下风，钱塘人，明末女畫家、詞人。人称“诗、书、画三绝噪于西泠”、“书法二王”，《明画录》、《无声诗史》等有记载。

## 簡介
董其昌、陈继儒等都很看重她，一般将其与林天素一起品评，如董其昌以禅宗南北之分评判，认为林天素如“北宗卧轮偈”、杨云友如“南宗慧能偈”，以此比喻林、杨二人，无疑，董其昌认为杨云友的绘画境界更高。
汪然明与她交往密切，有诗为证。
汪然明《听雪轩集》专为杨云友而作。收录：《仲春董仲权邀过次竹园，访杨云友观画听琴》、《王柱澜携云友登随喜庵，时董仲权孥舟以待，纪事》、《雪后过云友》、《深秋看云友病》
杨云友死于天启7年（1627年）冬。汪然明义葬杨云友于智果寺西。
《杨云友墓志铭》中这样介绍她的生平：杨云友“父亡，孝侍其母。性端谨，交际皆孀母出应，轻不见人，士林敬之”。杨云友的父亲亡故后，她孝顺她的母亲，性格端正谨慎，和人交往，都是母亲出来应人，轻易不见人，当时的文人士大夫阶层对她很尊敬。

## 个人作品
主要作品有《慧香馆集》，已失传。她的《菩萨蛮》（见下）收录在《蕙风词话》续编 。
徐树敏及钱岳选编的《众香词》裡也收录成岫的词三阕。
闺蜜词收录：

绿杨深处黄鹂坐。苍苔门巷无人过。帘卷接湖光。六桥车马忙。锦塘花历乱。云拥雷峰暗。触绪抚瑶琴。澄怀一寄心。”——成岫，菩萨蛮

风送琅玕声簌簌，四月林齐绿。纵目寄湖山，惆怅今春，只是莺声熟。
自嗟锦瑟年华促，日对生绡够。点染似迂痴，幽涧寒藤，疏树黄茅屋。——成岫，醉花阴·题画

一春花事多催挫，怪杀连连雨。梅羞杏泣海棠愁，愁绝桃花含怨放楼头。
嗔他鸠妇相呼闹，睍睆莺声巧。听他溜滴滴阑干，滴破阶心只是怯春寒。——成岫，虞美人·春闺雨中

## 人物考证
關於成岫和董其昌书画结缘一事，况周颐的《蕙风词话》、《蕙风簃小品·成岫董其昌书画结缘》，徐、钱的《众香词》，黄介《意中缘序》，董康《曲海总目提要》对于此事都有记载，但历史学家陈寅恪在《柳如是别传》一书第四章中认为此事为妄言。
|  | 一为董其昌为万历十六年戊子（1588年）举人，十七年己丑（1589年）进士，（见嘉庆修《松江府志》伍肆董其昌传及同书肆伍选举表“明举人，万历十六年戊子科”条。）在此以前玄宰（董其昌）声名尚未甚盛，书画亦何能为人模仿如此之多？ 二为汪然明（汪汝谦）造不系园湖舫在天启三年癸亥（1623年），（见春星堂集壹不系园集汪氏自记。）上距万历戊子（1588年）为三十五年，董成二人岂得预先于尚未造成之舟中结缡？谬误殊甚。此殆后人读芥子园《意中缘》剧曲，不解所述玄宰与云友之关系乃笠翁（李渔）游戏之笔，竟信为实有其事，可谓天下之笨伯矣。聊附于此，以博一笑！ |

况周颐的《蕙风词话》续编，没有明言成岫是董其昌的妻还是妾，但是陈水明编写的《中国历代女书法家》的“董其昌妻成岫”直接写成岫是董其昌的妻。
吴梅对此曾有评价：“观其自述本末及历记考据各条，语语可作信史。自有传奇以来，能细按年月确考时地者，实自东塘为始。传奇之尊，遂得与诗文同其声价矣。”肯定了其具有历史真实性。而陈寅恪从历史角度论析也在情理之中。

## 艺术形象
- 《意中缘》中的杨云友为以成岫为原型改编的同名戏剧人物。 《意中缘》，清代戏剧家李渔的戏曲。该剧塑造了杭州贫女陈云友这一艺术形象，叙写了陈云友与董其昌的爱情传奇。
- 2013年电视剧《上错花轿之三嫁奇缘》中，唐艺昕饰杨云友，配音：杨婧。
- 中国评剧院演出的评剧《意中缘》中，杨云友由王平饰演。